# Exorista impavida
Exorista impavida là một loài ruồi trong họ Tachinidae.